# Iglesia de Santa María la Mayor (Tamarite de Litera)
La iglesia de Santa María la Mayor de Tamarite de Litera es una iglesia románica con elementos de transición al gótico y modificaciones posteriores.

## Características
Tiene planta basilical, con tres naves cubiertas, con un transepto del lado de levante con tres ábsides. Presenta una combinación de arcos y arquivoltas de medio punto y apuntados: las naves están cubiertas con bóvedas de cañón apuntadas, con arcos torales apuntados también, pero el transepto está cubierto con una arquivolta de sección circular, y los arcos formeros entre las naves también son de medio punto. Los pilares son de sección cuadrada con dos pilastras semicilíndricas adosadas a cada cara, con capiteles lisos.

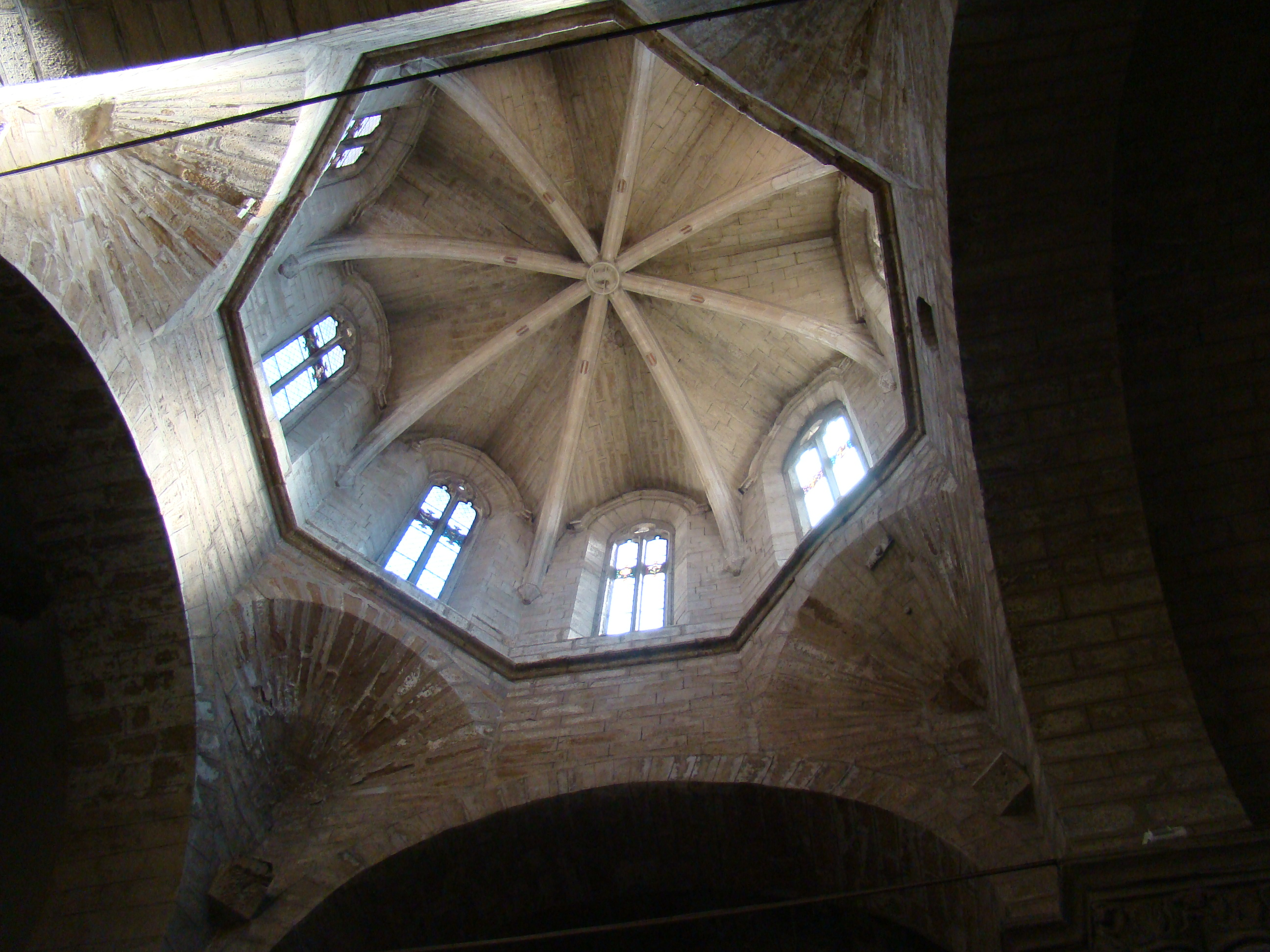
Cimborrio.

Sobre el crucero hay un cimborrio gótico, con ocho ventanas ojivales, y a los pies del templo hay un campanario, de sección de tronco de pirámide, que ocupa el extremo de la nave norte. Se discute si la torre fue construida justo después de la iglesia o más tarde.
Por el interior el muro del costado sur tiene arcosolio y el del costado norte ha sido abierto para dar a capillas renacentistas y barrocas, añadidas hacia el exterior.
La fachada sur tiene una portada románica sobre la que se añadió un frontón renacentista soportado por dos columnas jónicas. El tímpano románico tiene un relieve con dos ángeles sosteniendo un crismón, que se ha relacionado con uno parecido (y de más calidad) de San Pedro el Viejo de Huesca, que probablemente fue el modelo.
El retablo mayor de Tamarite fue contratado en 1500 a Miguel Ximénez y su hijo Juan Ximénez, y también intervino el oscense Martín de Larraz. Terminado en 1503. Desapareció duranta la Guerra Civil y sólo se salvó la tabla de San Miguel, que se supone fue pintada por Juan, y que a día de hoy está guardada en el Museo de Arte de Filadelfia. Esta tabla tenía un fondo de oro ya que estaba en el guardapolvo. La tabla y otros cuadros del retablo guardaban algunos parecidos con el retablo de la Colegiata de Bolea.